# Mannen utan öde
Mannen utan öde (ungersk originaltitel: Sorstalanság), tidigare översatt som Steg för steg, är en roman från 1975 skriven av Imre Kertész. Den beskriver en judisk pojke i ett arbetsläger, senare i Auschwitz. 

## Handling
Den handlar om en 14-årig judisk pojke som heter György Köves och som bor i Budapest med sin far och styvmor. Tidigt i boken måste han ta avsked av sin far, som förvisats till tvångsarbete i ett arbetsläger, ett på den tiden mycket vanligt öde för judiska män. En dag när György är på väg till sitt arbete, stoppas bussen av en ungersk polis och han blir tillsammans med ett stort antal andra judar deporterad till koncentrationslägret Auschwitz. Därefter beskrivs tiden i de olika lägren som György tvingades vistas i, där han med tiden blir allt svagare och slutligen sjuk.

## Bakgrund och utgivning
Kertész satt själv i koncentrationsläger. Boken är dock inte självbiografisk, även om den är ett exempel på hur hans egna upplevelser har präglat hans författarskap.
Boken översattes 1985 första gången till svenska, då under titeln Steg för steg. Vid återutgivningen 1998 hade den dock den mer kända titeln Mannen utan öde.